# عبدالقادر ځاځی وطندوست
عبدالقادر ځاځی وطندوست (زاده ۱۳۵۵ ولایت کاپیسا) سیاستمدار افغانستان و نماینده مردم ولایت کابل در دوره شانزدهم مجلس نمایندگان است. وی در مجلس شانزدهم نمایندگان افغانستان عضو کمیسیون روابط بین‌الملل می‌باشد.

## زندگی‌نامه
عبدالقادر ځاځی وطندوست زاده ۱۳۵۵ از ولایت کاپیسا می‌باشد. وی فارغ‌التحصیل ماستری/فوق لیسانس در رشته اداره و تجارت است.

## دیگر فعالیت‌ها
دیگر فعالیت‌های ایشان:
- رئیس صدور جواز نامه‌های وزارت تجارت و صنایع.
- رئیس جوانان و تربیت بدنی و ورزش وزارت اطلاعات و فرهنگ.
- سر مشاور وزارت مهاجرین و عودت کنندگان.
- رئیس کمیته تشریفات لویه جرگه مشورتی صلح.